# Chirundina alaskaensis
Chirundina alaskaensis är en kräftdjursart som först beskrevs av Tanaka 1969.  Chirundina alaskaensis ingår i släktet Chirundina och familjen Aetideidae. Inga underarter finns listade i Catalogue of Life.